# Clathrochélate

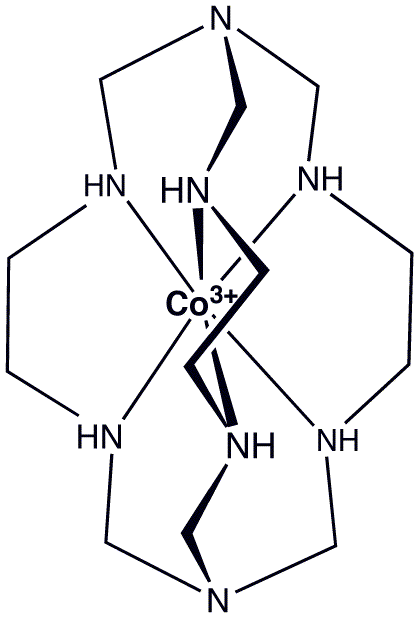
Sépulchrate de cobalt.

En chimie de coordination, les clathrochélates sont des ligands qui peuvent encapsuler des ions métalliques. Les ligands monodentés se lient aux métaux moins fortement que les chélateurs apparentés, qui eux-mêmes se lient moins fortement aux métaux que les ligands macrocycliques. Par conséquent, les ligands bi- ou polymacrocycliques tendent à se lier aux métaux de manière particulièrement forte. Les clathrochélates sont généralement dérivés de ligands bimacrocycliques.
Les premiers clathrochélates produits sont des dérivés de tris(dioximates) de cobalt(III) et de fer(II). Leur synthèse implique le remplacement des atomes d'hydrogène de complexes précurseurs par des groupes BF2+ ou BOR2+ :
[Fe(HON=CMeCMe=NOH)(ON=CMeCMe=NO)2]2− + 2 BF3 ⟶ Fe(ON=CMeCMe=NO)3(BF)2 + 2 HF2−.
Les sépulchrates sont des clathrochélates dérivés du tris(éthylènediamine)cobalt(III) :
[Co(H2NCH2CH2NH2)3]3+ + 6 HCHO + 2 NH3 ⟶ [Co[N(CH2HNCH2CH2NHCH2)3N]3+ + 6 H2O.